# Polyphylla nigra
Polyphylla nigra är en skalbaggsart som beskrevs av Thomas Casey 1914. Polyphylla nigra ingår i släktet Polyphylla och familjen Melolonthidae. Inga underarter finns listade i Catalogue of Life.